# World League of American Football
World League of American Football (skrót: WLAF, Liga Światowa Futbolu Amerykańskiego) – liga futbolu amerykańskiego założona przy wsparciu NFL z myślą o rozgrywaniu półprofesjonalnych meczów w Ameryce Północnej i Europie. W planach było rozszerzenie ligi na państwa Azji.
Impulsem do powstania ligi WLAF była popularność pokazowych, przedsezonowych meczów ligi NFL, American Bowl.
W lidze WLAF, w latach 1991–1992, dziesięć zespołów rozegrało dwa sezony zasadnicze zakończonych finałami World Bowl.
W roku 1995 rozgrywki wznowiono pod nazwą World League, by w roku 1998 przemianować ją na NFL Europe. Ostatecznie nazwę ligi zmieniono na NFL Europa w roku 2006.

## Zespoły

### Dywizja North American West
| Zespół             | Lata działalności |
| ------------------ | ----------------- |
| Birmingham Fire    | 1991-1992         |
| Sacramento Surge   | 1991-1992         |
| San Antonio Riders | 1991-1992         |

### Dywizja North American East
| Zespół                  | Lata działalności |
| ----------------------- | ----------------- |
| Montreal Machine        | 1991-1992         |
| Orlando Thunder         | 1991-1992         |
| Raleigh-Durham Skyhawks | tylko 1991        |
| Ohio Glory              | tylko 1992        |

### Dywizja European
| Zespół            | Lata działalności |
| ----------------- | ----------------- |
| Barcelona Dragons | 1991-2003*        |
| Frankfurt Galaxy  | 1991-2007*        |
| London Monarchs   | 1991-1998*        |

(*) Zespoły dywizji europejskiej po roku 1995 kontynuowały rozgrywki w ramach lig World League, NFL Europe i NFL Europa.